# Aster spathulifolius
Aster spathulifolius (Koreaans: 해국/Haeguk, ook gekend in het Engels onder de naam Seashore Spatulate Aster) is een inheemse Koreaanse Chrysanthemum die groeit aan de kust. Dankzij de kleine afmeting en de dikke blaadjes kan de Haeguk hevige wind en koude verdragen. Tijdens de bloeiperiode van juli tot november produceert de plant paarse bloemen op zonnige plekjes tussen de rotsen. Haeguk groeit enkel in Korea en Japan. Het vindt zijn oorsprong op Ulleungdo en Dokdo, twee Zuid-Koreaanse eilanden in de Japanse Zee, In de herfst kleuren de bloemen van de plant het eiland Dokdo paars.

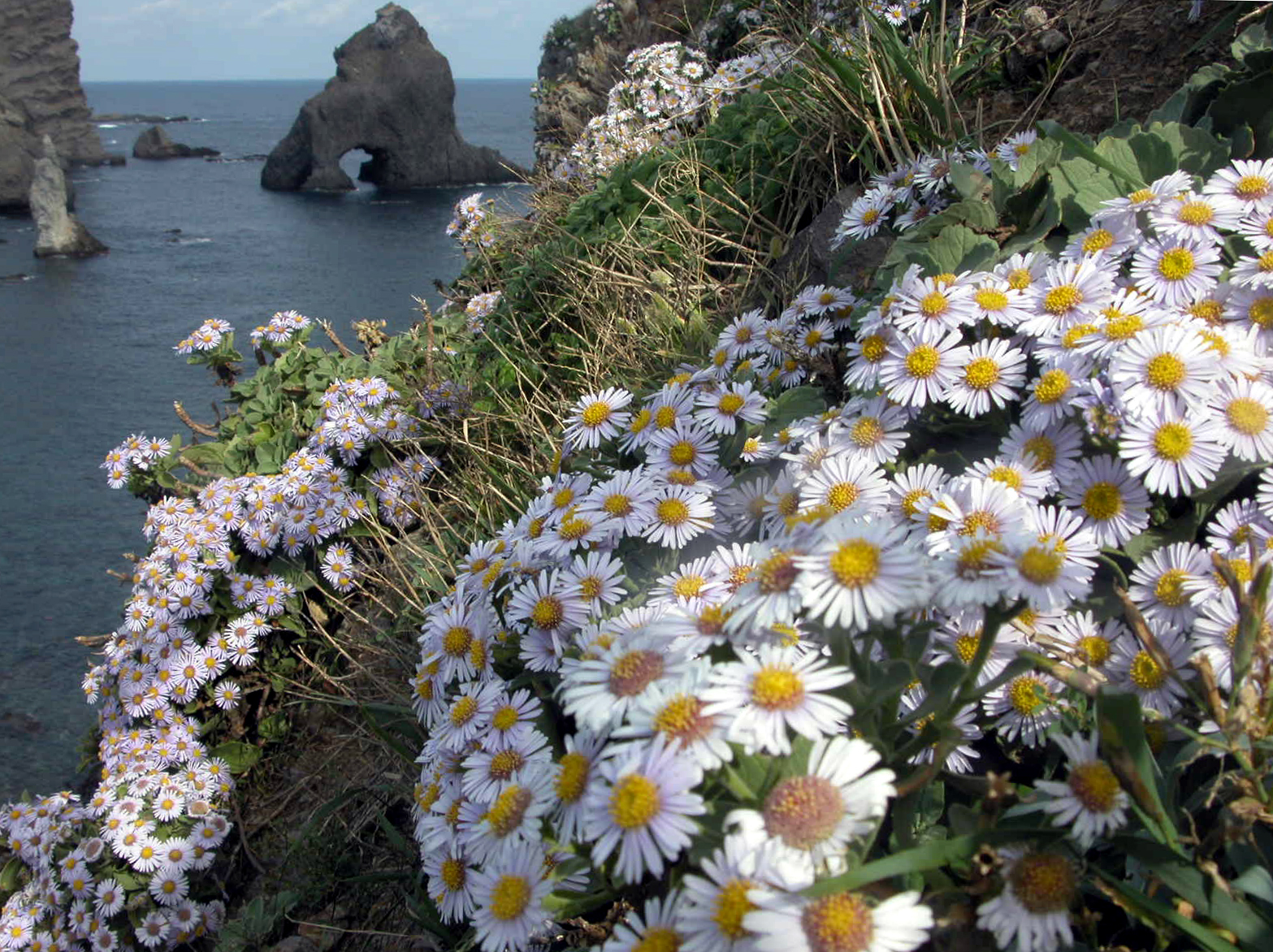